# Tvåtjärnarna (Bjurholms socken, Ångermanland, 710307-165149)
Tvåtjärnarna är en sjö i Bjurholms kommun i Ångermanland och ingår i Öreälvens huvudavrinningsområde.